# Nursery Cryme
1971. november 12-én jelent meg a Genesis harmadik albuma, a Nursery Cryme. Ezen játszott együtt először az együttes klasszikus felállása: Peter Gabriel, Steve Hackett, Tony Banks, Mike Rutherford és Phil Collins. Hackett és Collins 1970-ben került Anthony Phillips és John Mayhew helyére. Ez a felállás 1975-ig, Gabriel kiválásáig maradt együtt.
Az album dalai közül a The Musical Box és a The Return of the Giant Hogweed a koncertek állandó darabjává vált.
Bár a hangzás nem olyan letisztult, mint a későbbi albumokon (a legtöbb dalt csak 8 sávon rögzítették), a Nursery Cryme mégis rendkívüli fejlődésről tanúskodik. Bár a For Absent Friends és a Harlequin még mindig a korai folkos hangzást idézi, a többi dal sokkal metszőbb, agresszívebb. Ebben nagy szerepe volt Hackettnek, aki a The Musical Box, a The Return of the Giant Hogweed és a The Fountain of Salmacis című dalban több szólót is játszott.

## Az album dalai
Minden dalt Tony Banks, Phil Collins, Peter Gabriel, Steve Hackett és Mike Rutherford szerzeményeként tüntettek fel.
1. The Musical Box – 10:28 (dalszöveg: Peter Gabriel)
2. For Absent Friends – 1:47 (valódi szerzők: Phil Collins – Steve Hackett)
3. The Return of the Giant Hogweed[1] – 8:10 (dalszöveg: Peter Gabriel)
4. Seven Stones – 5:11 (dalszöveg: Tony Banks)
5. Harold the Barrel – 2:57 (dalszöveg: Peter Gabriel)
6. Harlequin – 2:56
7. The Fountain of Salmacis[2] – 7:55 (dalszöveg: Mike Rutherford)

## Közreműködők
- Peter Gabriel – ének, fuvola, nagydob, csörgődob
- Steve Hackett – elektromos gitár, 12 húros gitár
- Tony Banks – zongora, elektromos zongora, orgona, Mellotron, 12 húros gitár, vokál
- Mike Rutherford – basszusgitár, basszuspedál, 12 húros gitár, vokál
- Phil Collins – dob, ütőhangszerek, ének (For Absent Friends), vokál